# Echinochloa brevipedicellata
Echinochloa brevipedicellata là một loài thực vật có hoa trong họ Hòa thảo. Loài này được (Peter) Clayton mô tả khoa học đầu tiên năm 1978.